# Château de Tsuyama
Le château de Tsuyama (津山城, Tsuyama-jō) se trouve à Sange, Tsuyama, préfecture d'Okayama au Japon. C'était le siège du gouvernement du clan Tsuyama (Tsuyama Han) durant l'époque d'Edo.
Le château de Tsuyama formait autrefois un complexe de 77 structures. L'attraction principale est le jardin, également appelé parc Kakuzan (鶴山公園, Kakuzan-kouen). Le jardin compte environ 5 000 cerisiers, ce qui attire les visiteurs lorsque leurs fleurs s'épanouissent.

## Histoire

### Période Muromachi
De 1441 à 1444, le shugo daimyō (守護大名) de la province de Mimasaka, Yamana Norikiyo (山名教清), ordonna à ses gens de construire un château dans les montagnes de Tsuru (鶴山). Le château fut abandonné lorsque le clan Yamana diminua en nombre après la guerre d'Ōnin.

### Période Edo
En 1603, Mori Tadamasa quitte le domaine de Shinano Kawanakajima, marquant la fondation du château à 186 000 koku. Lorsque la construction commença, Tsuruyama fut renommée Tsuyama. La construction de 77 tourelles, tours de château et 5 étages est achevée en 1616.
En 1697, le clan Mori s'éteignit, laissant le château sous le contrôle du seigneur féodal Asano Tsunanaga (浅野綱長) du domaine de Hiroshima (広島藩) dans la province d'Echigo. La lignée du fils aîné de Tokugawa Ieyasu (徳川家康), Matsudaira Nobutomi (松平宣富) (Echizen) déménagea 100 000 koku du domaine de Takada (越後国高田藩) en 1698. Le palais de Honmaru (本丸御殿) fut frappé par un incendie en 1809 mais fut ensuite reconstruit.

### Époque moderne

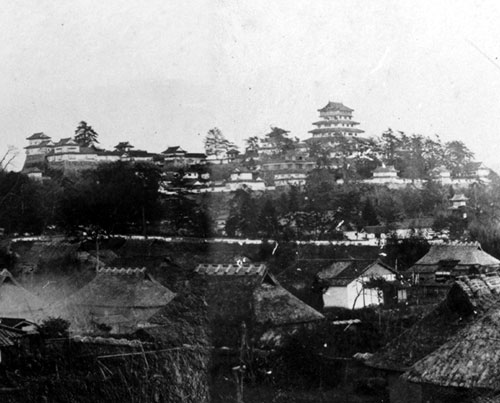
Le château en 1872.

Sous le gouvernement Meiji, le domaine de Tsuyama s'éteignit du fait de l'abolition des clans et l'inauguration du système préfectoral en 1871. Le château fut vendu après avoir été administré par le ministère des Finances en 1873. La tour du château et toutes ses tourelles furent détruites. Plusieurs portes furent reconstruites de 1874 à 1875). Les murs de pierre de la tourelle Koshimaki (腰巻櫓) du côté nord-ouest du château s'effondrèrent. À la suite de cet événement, la conservation du château s'ensuivit en 1890.
Les ruines du château devinrent alors la propriété de la ville de Tsuyama et furent transformées en parc (Kakuzan park, 鶴山公園). De nombreux cerisiers en fleurs furent alors plantés en 1900. Une exposition régionale y fut organisée, pour laquelle une fausse tour de château fut construite. Elle fut démantelée pendant la guerre du Pacifique pour éviter de devenir la cible d'un raid aérien en 1936[réf. à confirmer].
Le château fut déclaré lieu historique national en 1963.
Pour célébrer les 400 ans du château, de nombreuses rénovations sont organisées au début du XXIe siècle. Tout d'abord, la tourelle Bitchū (備中櫓) est restaurée entre 2004 et 2005. La clôture de Taiko (太鼓塀), près de la tourelle Bitchū, est ensuite réparée en 2006.

## Description

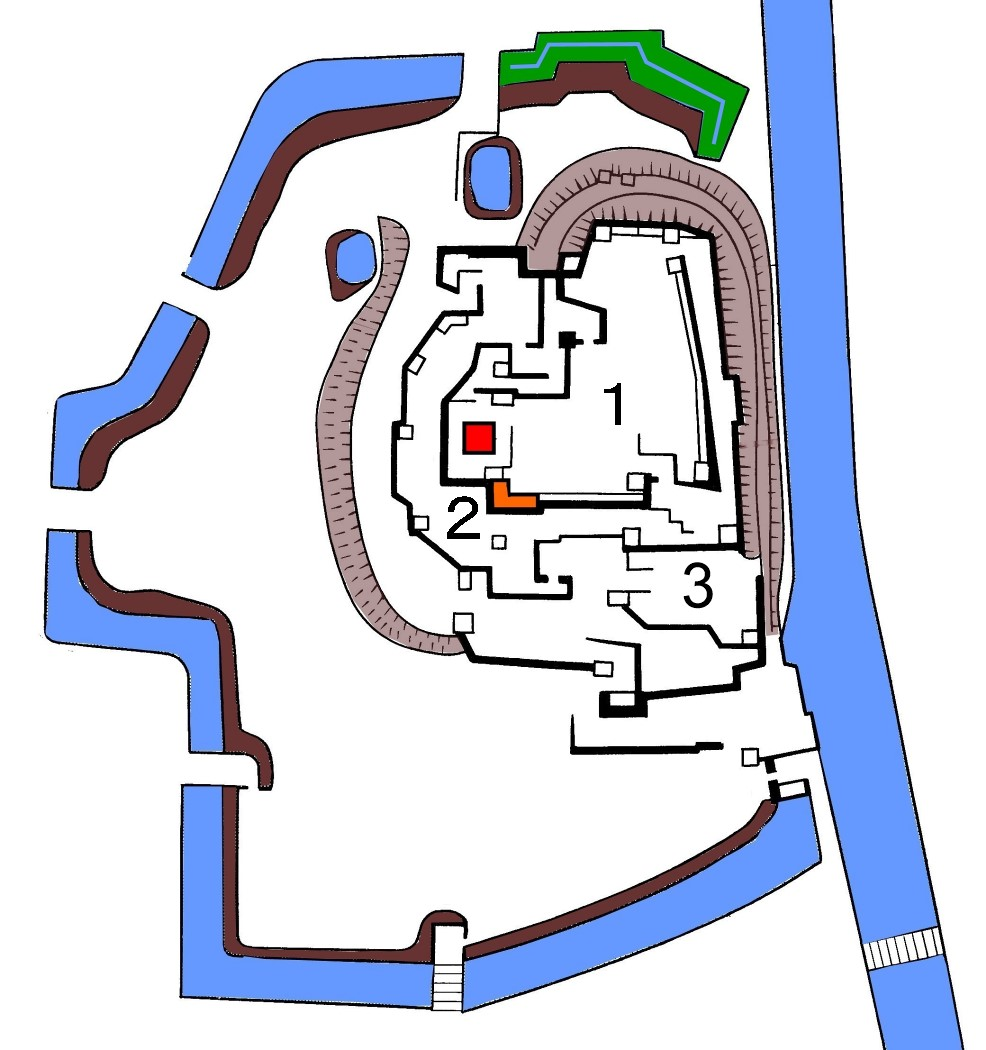
Complexe du château de Tsuyama : 1. Hommaru. 2. Ni-no-maru. 3. San-no-maru. En rouge : le château ; en orange : Bitchū, tours de guet.

Le château occupe toute la montagne Tsuruyama. Il est doté de hauts murs de pierre et possède dans la zone centrale le Hommaru (本丸), une tour en pagode de cinq étages. Sur le flanc est de la montagne, les chutes abruptes de la rivière Miyakawa (宮川), à l'ouest, rejoignent les arcs de Ni-no-maru (二の丸) et de San-no-maru (三の丸). Le complexe avait de nombreuses portes et tours de guet. Sur le côté inférieur, des fossés ont été aménagés sur trois côtés, protégeant les travaux de terrassement. L'ensemble du complexe avec ses hauts murs de pierre, ses nombreuses portes et ses tours de guet était unique au Japon, en en faisant une structure de défense presque exagérée.

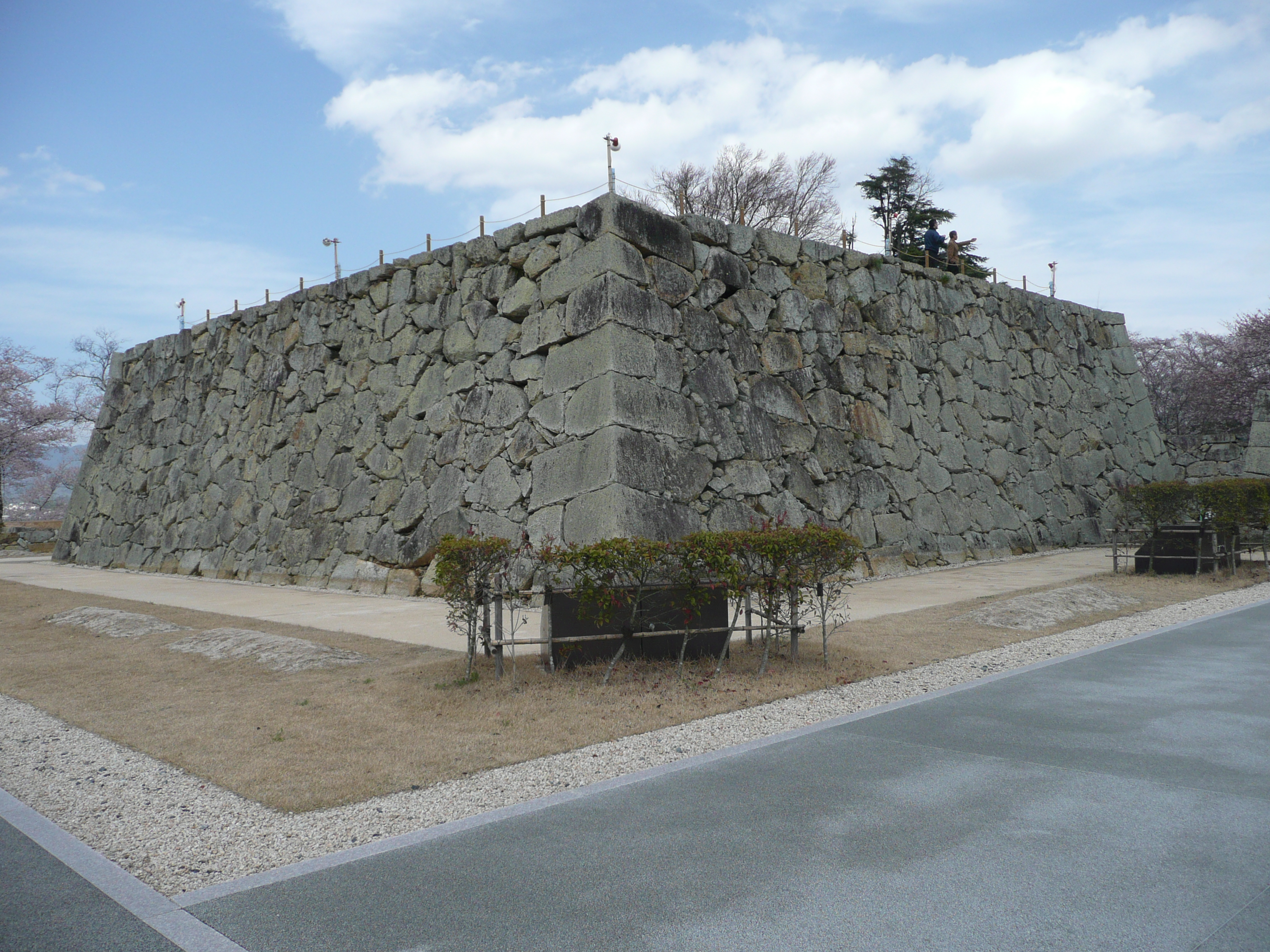
Restes du donjon.
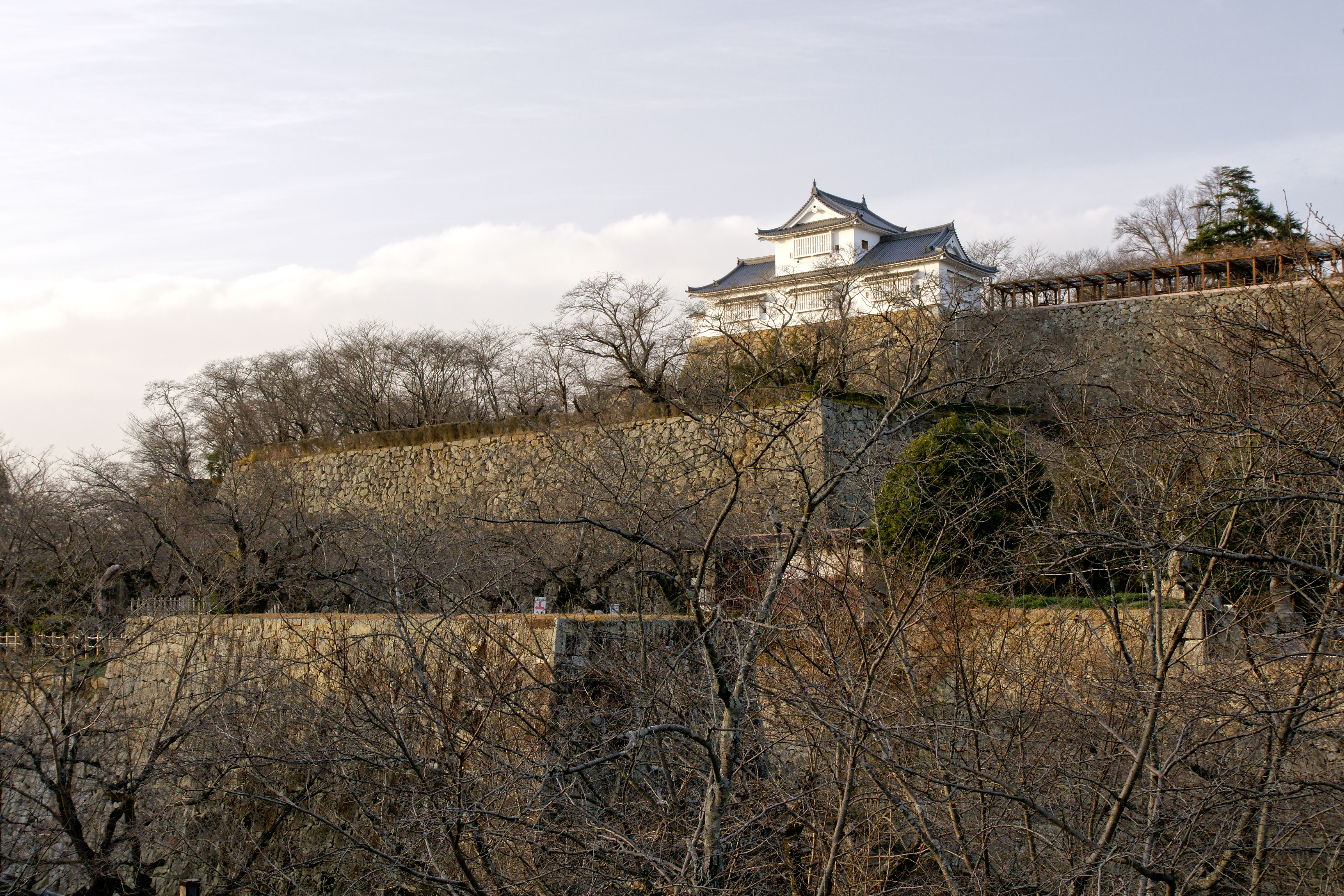
Mur de pierres et Bitchū-yagura.
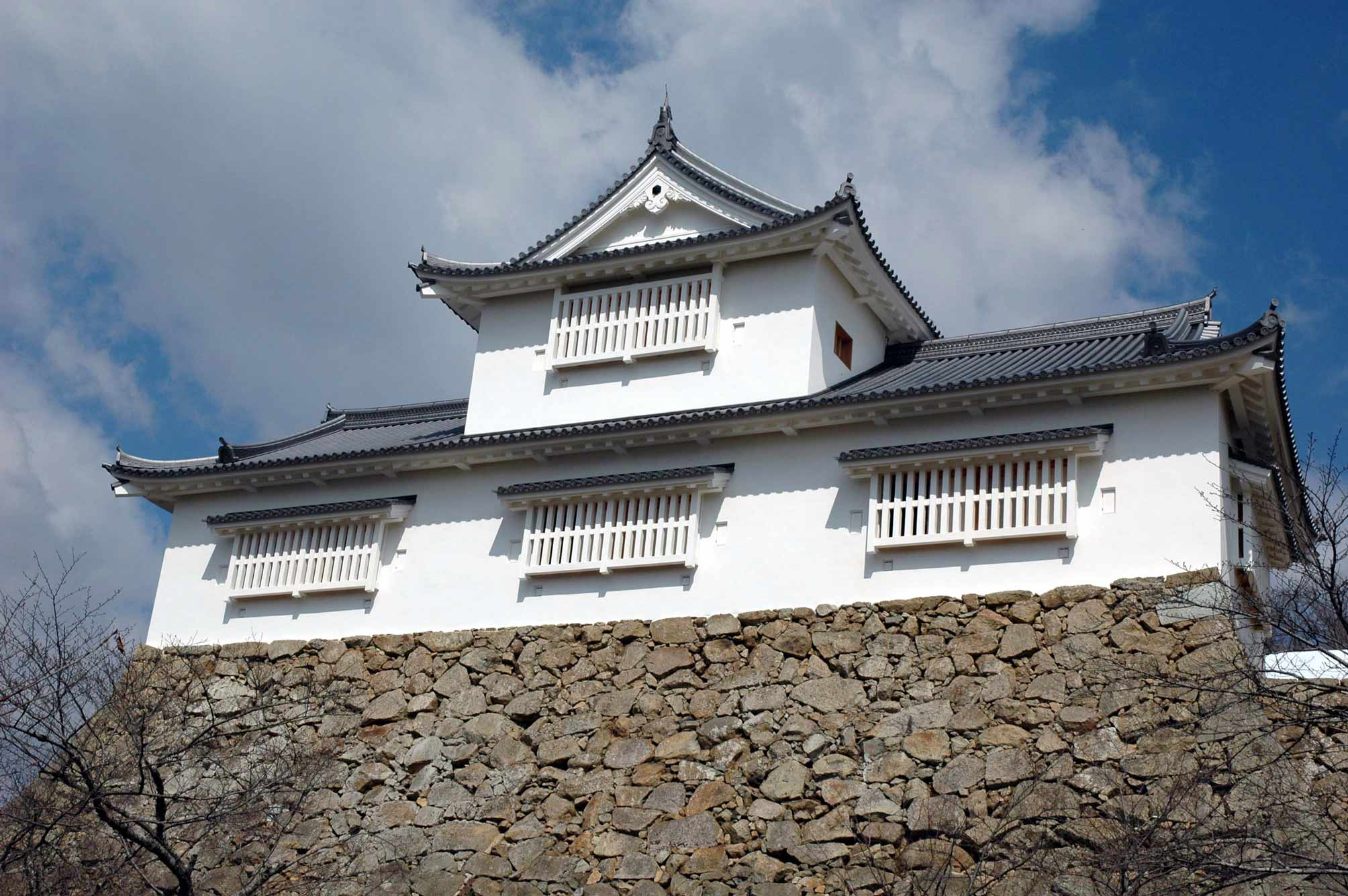
Bitchū-yagura.
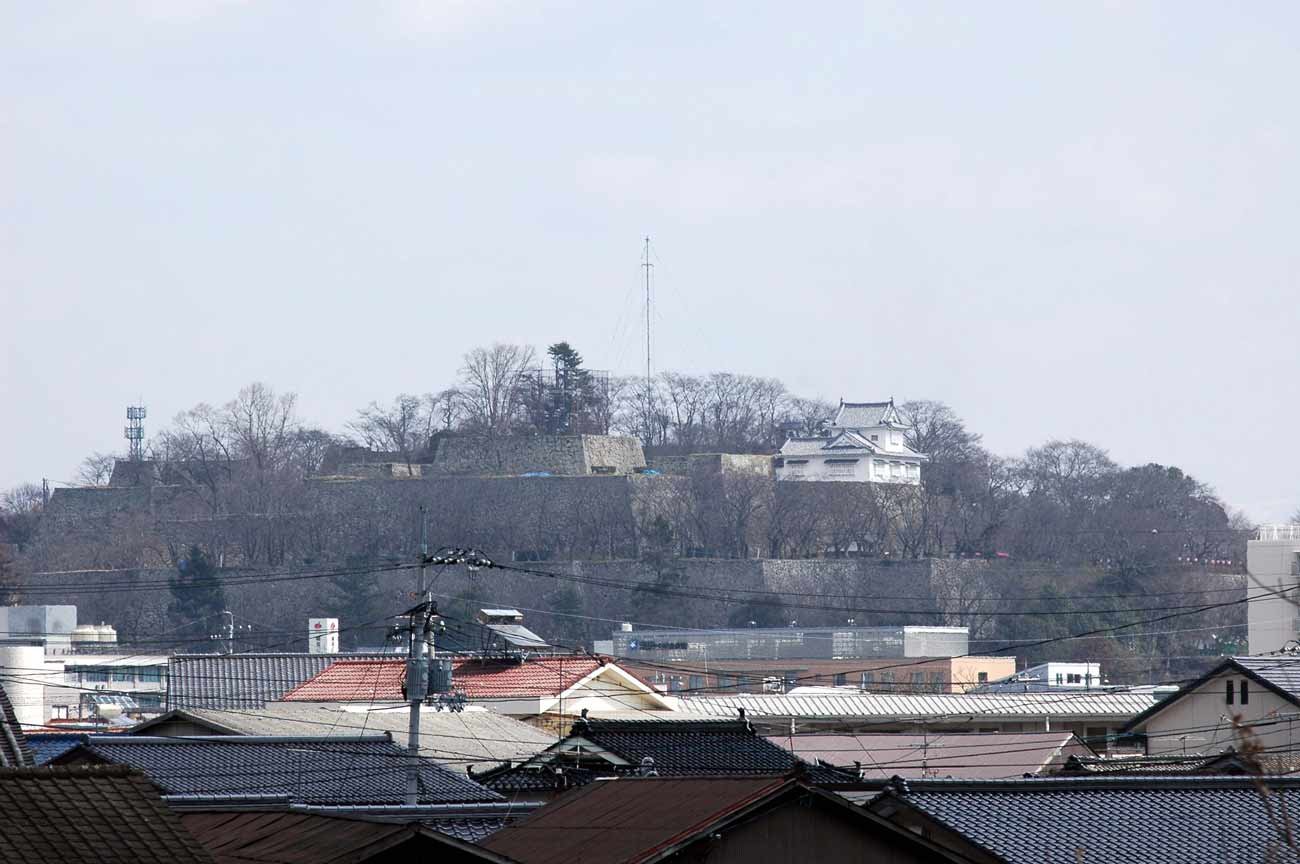
Le château de Tsuyama est quasi en ruines.
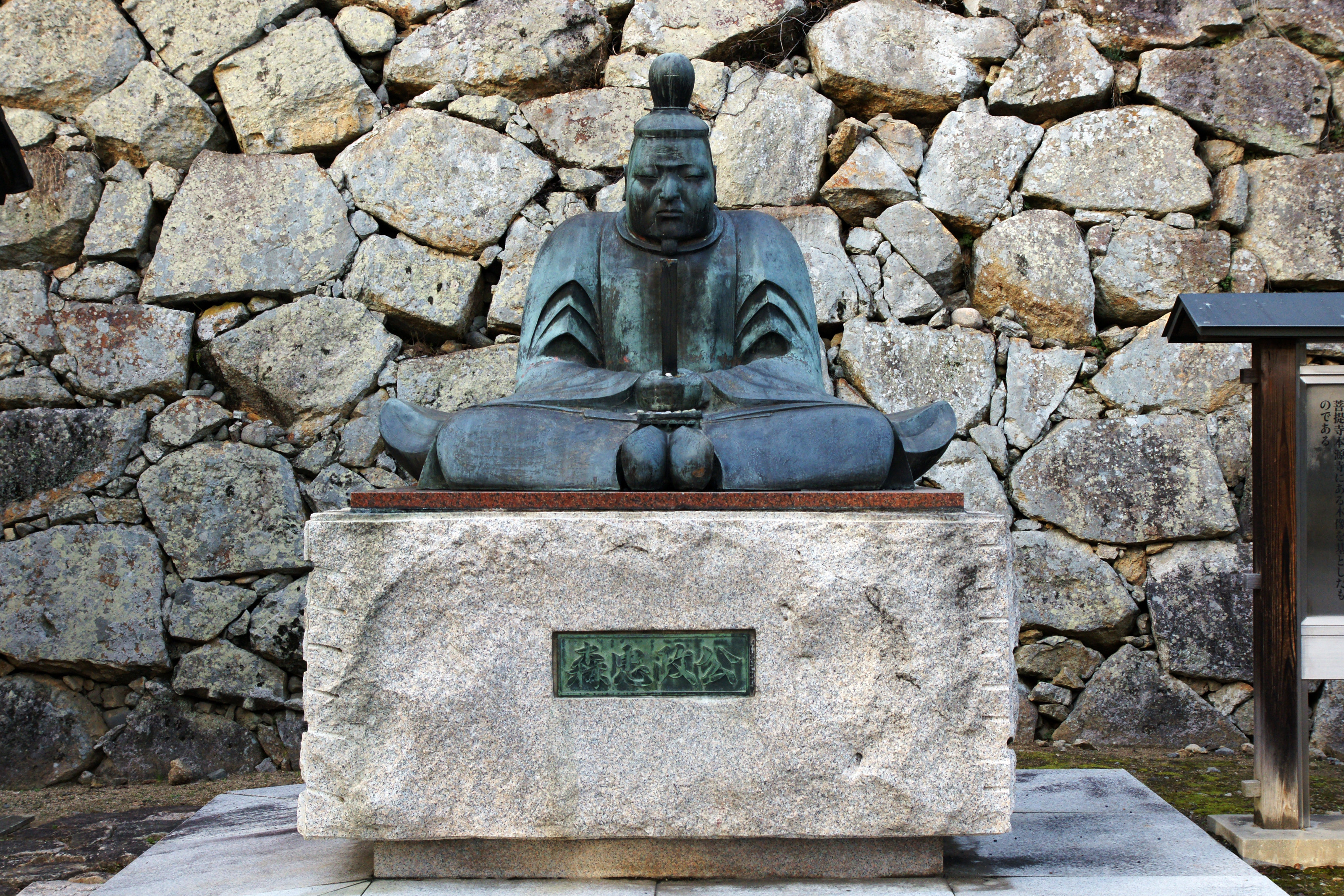
Mori Tadamasa.